# Aspidium tripteris
Aspidium tripteris là một loài dương xỉ trong họ Tectariaceae. Loài này được D.C.Eaton mô tả khoa học đầu tiên năm 1856.
Danh pháp khoa học của loài này chưa được làm sáng tỏ. 